# Nekrolog 2. Quartal 1940
Nekrolog
◄◄
| ◄
| 1936
| 1937
| 1938
| 1939
| 1940 | 1941 | 1942 | 1943 | 1944 | ► | ►►
1. Quartal |
2. Quartal |
3. Quartal |
4. Quartal 1940
Weitere Ereignisse | Allgemeiner Nekrolog 1940
Die Beschreibung der verstorbenen Person sollte so kurz wie möglich gehalten sein und nur deren signifikante Tätigkeit(en) enthalten.
Neue Namen ggf. auch unter dem Geburts- und Sterbedatum, also etwa unter 1. Januar und im Geburts- und Sterbejahr (2024) eintragen (nur bei entsprechender großer Wichtigkeit). Für Beispiele siehe die schon vorhandenen Artikel.
Außerdem über die fünf zuletzt Verstorbenen, zu denen es einen ausreichend guten Artikel für eine Präsentation auf der Hauptseite gibt, nach der todesbedingten Überarbeitung der Artikel ggf. auch unter Wikipedia Diskussion:Hauptseite informieren und sie am besten auch in den anderen Wikipedia-Sprachversionen eintragen. Tipp: Regelmäßig bei news.google.de nach „ist tot“, „gestorben“ oder „verstorben“ suchen.
Wenn eine Person gestorben ist, gibt es viele Seiten zu dieser Person in der Wikipedia, die davon auch betroffen sind und entsprechend aktualisiert werden müssen. Beispiele: Namenübersichtsseite, Geburtsjahr, Geburtsort-Seiten und viele mehr.
Wie finde ich die betroffenen Seiten?
Im Suchfeld auf der linken Seite gibt man den Suchbegriff so ein: „Vorname Nachname“. Dann klickt man auf Volltext und alle Seiten mit entsprechendem Suchtext werden aufgerufen. Hier sieht man dann schnell, wo auch das Todesjahr Sinn macht oder sogar ein Teil des Artikels angepasst werden muss. Auch hilft das „Werkzeug“ auf der linken Seite sehr gut, um solche Seiten aufzufinden: „Links auf diese Seite“. Somit ist die Wikipedia wieder aktuell in allen Bereichen! Hinweis: bei Eintragung der Kategorie „Gestorben JAHR“ wird der Missbrauchsfilter 49 ausgelöst, was jedoch nicht schlimm ist. Siehe: Spezial:Missbrauchsfilter/49
Dies ist eine Liste von im zweiten Quartal 1940 verstorbenen bekannten Persönlichkeiten. Die Einträge erfolgen innerhalb der einzelnen Daten alphabetisch sortiert. Tiere sind im Nekrolog für Tiere zu finden.

## April
| Tag       | Name                              | Beruf, bekannt als                                                                           | Alter | Beleg |
| --------- | --------------------------------- | -------------------------------------------------------------------------------------------- | ----- | ----- |
| 1. April  | Friedrich von der Asseburg        | preußischer Major und Kammerherr sowie Besitzer der Burg Falkenstein im Harz                 | 79    |       |
| 1. April  | Augusta Gillabert                 | Schweizer Frauenrechtlerin, gründete die erste Bäuerinnengenossenschaft der Schweiz          | 70    |       |
| 1. April  | John Atkinson Hobson              | englischer Publizist und Ökonom                                                              | 81    |       |
| 1. April  | Heinrich Olszak                   | deutscher römisch-katholischer Geistlicher und Märtyrer                                      | 52    |       |
| 1. April  | Luigi Orengo                      | italienischer Bildhauer                                                                      | 75    |       |
| 1. April  | Fritz Thörner                     | deutscher Journalist Schriftsteller und hannoverscher „Lokalpoet“                            | 71    |       |
| 2. April  | Karl Bayer                        | österreichischer Theaterschauspieler                                                         | 80    |       |
| 2. April  | Helen Fouché Gaines               | US-amerikanische Kryptologin und Schriftstellerin                                            | 51    |       |
| 2. April  | Hattie Mahood                     | englisch-britische Journalistin, Seelsorgerin, Frauenrechtsaktivistin und Suffragette        | 79    |       |
| 2. April  | Stefan Napierski                  | polnischer Dichter, Übersetzer und Essayist jüdischer Herkunft                               | 41    |       |
| 2. April  | John Nicholson                    | US-amerikanischer Hürdenläufer und Hochspringer                                              | 50    |       |
| 3. April  | Walter Eisfeld                    | deutscher SS-Führer und KZ-Kommandant                                                        | 34    |       |
| 3. April  | Fujisawa Ikunosuke                | japanischer Politiker, Minister und Präsident des Shūgiin                                    | 81    |       |
| 3. April  | Ernst Heilmann                    | deutscher Politiker (SPD), MdR und Jurist                                                    | 58    |       |
| 3. April  | Käthe Königstetter                | österreichische Politikerin (SDAP), Gewerkschafterin und Näherin                             | 65    |       |
| 3. April  | Aleksander Kowalski               | polnischer Eishockeyspieler                                                                  | 37    |       |
| 3. April  | Rudolf Marcuse                    | deutscher Bildhauer                                                                          | 62    |       |
| 3. April  | Josef Ponten                      | deutscher Architekt, Kunsthistoriker und Schriftsteller                                      | 56    |       |
| 3. April  | Konrad Schliephacke               | deutscher Politiker (NSFP), MdR                                                              | 60    |       |
| 3. April  | Richard Strebel                   | deutscher Hundemaler und Kynologe                                                            | 78    |       |
| 3. April  | Peter Wust                        | christlicher Existenzphilosoph                                                               | 55    |       |
| 4. April  | Gustav Goßler                     | deutscher Ruderer                                                                            | 61    |       |
| 4. April  | Bernhard Osann                    | deutscher Metallurg                                                                          | 77    |       |
| 4. April  | Elisabeth Schmook                 | deutsche Kunstmalerin                                                                        | 67    |       |
| 4. April  | Xaver Terofal                     | deutscher Schauspieler und Theaterleiter                                                     | 78    |       |
| 5. April  | Matthias Friedwagner              | österreichischer Romanist                                                                    | 79    |       |
| 5. April  | Heinrich Holtzinger               | deutscher Kunsthistoriker                                                                    | 83    |       |
| 5. April  | Robert Maillart                   | Schweizer Bauingenieur, Brückenbauer und Unternehmer                                         | 68    |       |
| 5. April  | Jay O’Brien                       | US-amerikanischer Bobfahrer                                                                  | 57    |       |
| 5. April  | Hermann Schmitt                   | deutscher Architekt                                                                          | 85    |       |
| 5. April  | Thomas Sutler Williams            | US-amerikanischer Jurist und Politiker                                                       | 68    |       |
| 5. April  | John Wray                         | US-amerikanischer Schauspieler                                                               | 53    |       |
| 6. April  | Jewgenija Fabianowna Gnessina     | russische Pianistin und Hochschullehrerin                                                    |       |       |
| 6. April  | Andrés Isasi                      | baskisch-spanischer Komponist                                                                | 49    |       |
| 6. April  | Felix Ready                       | britischer General                                                                           | 67    |       |
| 6. April  | Paul Schuster                     | deutscher Neuropathologe und Neurologe                                                       | 72    |       |
| 7. April  | Werner Beucke                     | deutscher Designer und Bucheinbandkünstler                                                   | 37    |       |
| 7. April  | Hans Virchow                      | deutscher Mediziner und Hochschullehrer                                                      | 87    |       |
| 8. April  | Karl Becker                       | deutscher Offizier, zuletzt General der Artillerie, Ballistiker und Wehrwissenschaftler      | 60    |       |
| 8. April  | Andrés Delgado Pardo              | venezolanischer Komponist, Pianist und Musikpädagoge                                         | 70    |       |
| 8. April  | Clyde Smith                       | US-amerikanischer Politiker                                                                  | 63    |       |
| 08. April | William Styles                    | britischer Sportschütze                                                                      | 65    |       |
| 9. April  | Werner Bohne                      | deutscher Kameramann                                                                         | 44    |       |
| 9. April  | Mrs. Patrick Campbell             | britische Schauspielerin                                                                     | 75    |       |
| 9. April  | Gustav Jahn                       | deutscher Richter und erster Präsident des Reichsfinanzhofs                                  | 77    |       |
| 9. April  | Victor Kalinowski                 | deutscher Schriftsetzer und Schriftsteller                                                   | 60    |       |
| 9. April  | Martin Rade                       | deutscher Theologe                                                                           | 83    |       |
| 9. April  | Pauline Schweighofer              | österreichische Schauspielerin                                                               | 74    |       |
| 9. April  | Jean Verdier                      | französischer Geistlicher, Erzbischof von Paris und Kardinal                                 | 76    |       |
| 10. April | Friedrich Bonte                   | Kommodore in der deutschen Kriegsmarine                                                      | 43    |       |
| 10. April | Ludolf Parisius                   | deutscher evangelischer Pastor, Dichter und Zeichner                                         | 87    |       |
| 10. April | Bernard Warburton-Lee             | britischer Offizier im Zweiten Weltkrieg                                                     | 44    |       |
| 11. April | Georg Fitz                        | deutscher Weinhändler und Politiker (NLP), MdR                                               | 79    |       |
| 11. April | Eberhard Hoffmann                 | Abt von Marienstatt (1918 bis 1936)                                                          | 62    |       |
| 11. April | Paul Scherer                      | deutscher Kommunalpolitiker                                                                  | 63    |       |
| 11. April | Heinz Schiestl                    | deutscher Bildhauer und Grafiker                                                             | 73    |       |
| 12. April | Berthold von Kern                 | deutscher Sanitätsoffizier, Hochschullehrer und Philosoph                                    | 91    |       |
| 12. April | Moshe Lifshits                    | Journalist, Übersetzer, Dramaturg und jiddischer Dichter                                     | 45    |       |
| 13. April | Matthäus Klimesch                 | böhmischer Historiker und Archivar                                                           | 89    |       |
| 13. April | Pierre Marie                      | französischer Neurologe                                                                      | 86    |       |
| 13. April | Horace Billings Packer            | US-amerikanischer Politiker                                                                  | 88    |       |
| 13. April | Robert Winterstein                | österreichischer Politiker                                                                   | 65    |       |
| 14. April | Lewis Moist                       | britischer Schwimmer                                                                         | 59    |       |
| 14. April | Dionisije Njaradi                 | Bischof von Križevci                                                                         | 65    |       |
| 14. April | Johann Schroffner                 | österreichischer Priester und Widerstandskämpfer gegen den Nationalsozialismus               | 48    |       |
| 14. April | Martha Sochatzy                   | deutsche Zahnärztin                                                                          | 79    |       |
| 15. April | Friedrich Andersen                | deutscher evangelischer Theologe und Wegbereiter des Nationalsozialismus                     | 79    |       |
| 15. April | Alf Bentley                       | englischer Fußballspieler                                                                    | 52    |       |
| 15. April | James P. Goodrich                 | US-amerikanischer Politiker, Gouverneur von Indiana                                          | 76    |       |
| 15. April | Hermann Ilgen                     | deutscher Apotheker und Unternehmer, Sport- und Kunstmäzen                                   | 83    |       |
| 16. April | Curt Baake                        | deutscher Politiker (SPD) in der Weimarer Republik                                           | 75    |       |
| 16. April | Charles Leiper Grigg              | US-amerikanischer Erfinder                                                                   | 71    |       |
| 16. April | Adam Kogut                        | polnischer Fußballspieler                                                                    | 45    |       |
| 16. April | Rudolf Kowarzik                   | österreichischer Medailleur und Ziseleur                                                     | 69    |       |
| 16. April | Ernst Kuhlmann                    | deutscher römisch-katholischer Theologiestudent und Märtyrer                                 | 23    |       |
| 16. April | Ferdinand Risch                   | liechtensteinischer Politiker (FBP)                                                          | 59    |       |
| 16. April | Marian Spoida                     | polnischer Fußballspieler                                                                    | 39    |       |
| 17. April | Heinrich Hansen                   | deutscher Pfarrer                                                                            | 78    |       |
| 17. April | Theodor Melior                    | deutscher Offizier, zuletzt General der Infanterie                                           | 87    |       |
| 17. April | Guido Vanzina Pacheco             | argentinischer Tangopianist, Bandleader und Komponist                                        | ≈47   |       |
| 17. April | Katharina Schratt                 | österreichische Schauspielerin                                                               | 86    |       |
| 18. April | Herbert Fisher                    | britischer Politiker, Mitglied des House of Commons und Historiker                           | 75    |       |
| 18. April | Georg Florschütz                  | deutscher Mediziner                                                                          | 81    |       |
| 18. April | Carl Lauritzen                    | dänischer Theater- und Stummfilmschauspieler                                                 | 61    |       |
| 18. April | Charles McCoy                     | US-amerikanischer Boxer                                                                      | 67    |       |
| 18. April | Georg Alexander von Müller        | deutscher Marineoffizier, zuletzt Admiral im Ersten Weltkrieg sowie Chef des Marinekabinetts | 86    |       |
| 18. April | Aloys Wach                        | österreichischer Maler und Grafiker                                                          | 47    |       |
| 20. April | Alfred Bergmann                   | deutscher Widerstandskämpfer und Opfer des Nationalsozialismus                               | 29    |       |
| 20. April | Alfred C. Haddon                  | britischer Anthropologe und Zoologe                                                          | 84    |       |
| 20. April | Howard Hay                        | US-amerikanischer Mediziner                                                                  | 73    |       |
| 20. April | Cilli Jürgensen                   | deutsche Theaterschauspielerin und Sängerin (Mezzosopran)                                    | 73    |       |
| 21. April | Paul Arendt                       | deutscher Theaterschauspieler                                                                | 86    |       |
| 21. April | Margaret Fountaine                | britische Schmetterlingsforscherin                                                           | 77    |       |
| 21. April | Franklin D. Hale                  | US-amerikanischer Diplomat, Anwalt und Politiker, State Auditor von Vermont                  | 86    |       |
| 21. April | Walter Kohler senior              | US-amerikanischer Politiker                                                                  | 65    |       |
| 21. April | Friedrich Krüger                  | deutscher Physiker und Hochschullehrer                                                       | 62    |       |
| 21. April | Walther Witting                   | deutscher Maler und Grafiker                                                                 | 75    |       |
| 22. April | Jost Hennecke                     | deutscher Autor                                                                              | 67    |       |
| 22. April | Heinrich Janson                   | deutscher Politiker (DVP), MdR                                                               | 70    |       |
| 22. April | Janina Lewandowska                | polnische Pilotin                                                                            | 32    |       |
| 22. April | Albert MacLaren                   | kanadischer Curler                                                                           | 69    |       |
| 22. April | Otto Friedrich Passehl            | deutscher Politiker (SPD), MdR                                                               | 65    |       |
| 22. April | Selmar Schönland                  | deutscher Botaniker                                                                          | 79    |       |
| 23. April | Maria Adelborg                    | schwedische Textilkünstlerin                                                                 | 90    |       |
| 23. April | Walter Barnes                     | US-amerikanischer Jazz-Musiker und Bigband-Leader                                            | 34    |       |
| 23. April | Max Linde                         | Augenarzt in Lübeck; Mäzen und Kunstsammler                                                  | 77    |       |
| 24. April | Fanny Brate                       | schwedische Malerin                                                                          | 78    |       |
| 25. April | Wilhelm Dörpfeld                  | deutscher Architekt und Bauforscher                                                          | 86    |       |
| 25. April | Carl Ernst Fürst Fugger von Glött | Jurist, bayerischer Reichsrat, Kronoberstmarschall                                           | 80    |       |
| 25. April | Adam Günther                      | deutscher Stadtbautechniker, Archäologe und Museumsleiter in Koblenz                         | 78    |       |
| 25. April | Otto Hintze                       | deutscher Historiker und Geschichtsprofessor                                                 | 78    |       |
| 25. April | Meta Jaeger                       | deutsche Theater- und Filmschauspielerin                                                     | 72    |       |
| 25. April | Curt Kaiser                       | deutscher Politiker                                                                          | 75    |       |
| 25. April | Karl Kiefer                       | deutscher katholischer Theologe und Domkapitular                                             | 73    |       |
| 25. April | Margarethe Quidde                 | deutsche Musikerin und Autorin                                                               | 81    |       |
| 26. April | Carl Bosch                        | deutscher Chemiker und Nobelpreisträger                                                      | 65    |       |
| 26. April | John C. Chaney                    | US-amerikanischer Politiker                                                                  | 87    |       |
| 26. April | Friedrich August von Hanau        | Sohn des Prinzen Friedrich Wilhelm von Hanau                                                 | 76    |       |
| 26. April | Albert Schiffers                  | deutscher Speditionsunternehmer und Präsident der IHK Aachen                                 | 75    |       |
| 27. April | Karimeh Abbud                     | palästinensische Fotografin                                                                  | 46    |       |
| 27. April | Wilhelm von Busch                 | deutscher Chefredakteur                                                                      | 72    |       |
| 27. April | Ludwig Düwahl                     | deutscher Illustrator                                                                        | 61    |       |
| 27. April | Johannes Junck                    | deutscher Jurist und Politiker (NLP, DDP), MdR                                               | 78    |       |
| 27. April | Wilhelm Kusserow                  | deutscher Kriegsdienstverweigerer                                                            | 25    |       |
| 27. April | Joaquim Mir                       | katalanischer Maler                                                                          | 67    |       |
| 27. April | Erich Müller                      | deutscher Fußballspieler                                                                     |       |       |
| 28. April | Fernand Fauconnier                | französischer Turner                                                                         | 50    |       |
| 28. April | Rob Graafland                     | niederländischer Genre- und Porträtmaler sowie Kunstpädagoge                                 | 64    |       |
| 28. April | Asbury Francis Lever              | US-amerikanischer Politiker                                                                  | 65    |       |
| 28. April | Oscar de Liagre                   | deutscher Verleger                                                                           | 70    |       |
| 28. April | Ole Lilloe-Olsen                  | norwegischer Sportschütze und fünffacher Olympiasieger                                       | 57    |       |
| 28. April | Beatrice Triangi                  | Wiener Stadtoriginal der Zwischenkriegszeit                                                  | 71    |       |
| 29. April | Edgar Buckingham                  | US-amerikanischer Physiker und Bodenmechaniker                                               | 72    |       |
| 29. April | Felix Eisengräber                 | deutscher Maler                                                                              | 66    |       |
| 29. April | Jules Feller                      | belgischer Romanist und Dialektologe                                                         | 80    |       |
| 29. April | Franz Frankl                      | deutscher Landschaftsmaler                                                                   | 58    |       |
| 29. April | Carl Kettel                       | deutscher Verleger                                                                           | 92    |       |
| 30. April | Henryk Dobrzański                 | polnischer Major                                                                             | 42    |       |
| 30. April | Fritz Kirsch                      | deutscher Politiker (KPD) und Widerstandskämpfer gegen das NS-Regime                         | 37    |       |
| 30. April | Furnifold McLendel Simmons        | US-amerikanischer Politiker                                                                  | 86    |       |
|           | Leon Billewicz                    | polnischer Brigadegeneral                                                                    |       |       |
|           | Rudolf Schaper                    | deutscher Theaterintendant                                                                   | 72    |       |

## Mai
| Tag     | Name                               | Beruf, bekannt als | Alter | Beleg |
| ------- | ---------------------------------- | --- | ----- | ----- |
| 1. Mai  | Ernst von Hohnhorst                | deutscher Generalleutnant                                                                                             | 74    |       |
| 2. Mai  | Jean-François-Charles Amet         | französischer Admiral                                                                                                 | 79    |       |
| 2. Mai  | Šimon Bárta                        | tschechischer Geistlicher, Bischof von Budweis                                                                        | 75    |       |
| 2. Mai  | Heinrich Eckmann                   | deutscher Schriftsteller                                                                                              | 46    |       |
| 2. Mai  | Ernest Joyce                       | englischer Antarktisforscher und Seemann                                                                              | 64    |       |
| 2. Mai  | Johann Müller                      | österreichischer Politiker (CSP), Landtagsabgeordneter zum Vorarlberger Landtag                                       | 65    |       |
| 2. Mai  | Otto Zoller                        | Schweizer Jurist, Journalist und Politiker                                                                            | 76    |       |
| 3. Mai  | Rudi Arndt                         | deutscher Widerstandskämpfer                                                                                          | 31    |       |
| 4. Mai  | Céline Marier                      | kanadische Sängerin und Gesangspädagogin                                                                              | 68    |       |
| 4. Mai  | Behrendt Pick                      | deutscher Numismatiker                                                                                                | 78    |       |
| 5. Mai  | Edgar Adams                        | US-amerikanischer Schwimmer und Wasserspringer                                                                        | 72    |       |
| 5. Mai  | Georg Graf von Arco                | deutscher Physiker, Mitbegründer der Telefunken-Gesellschaft                                                          | 70    |       |
| 5. Mai  | Willi Schlage                      | deutscher Schachmeister und -trainer                                                                                  | 51    |       |
| 5. Mai  | Wilhelm Seelmann                   | deutscher Bibliothekar, Philologe und Germanist                                                                       | 91    |       |
| 6. Mai  | Earl Cooley                        | US-amerikanischer Politiker                                                                                           | 60    |       |
| 6. Mai  | Ernest Gillet                      | französischer Cellist und Komponist                                                                                   | 83    |       |
| 6. Mai  | Roderick Duncan McKenzie           | kanadischer Soziologe                                                                                                 | 55    |       |
| 7. Mai  | Heinrich Erman                     | deutscher Jurist und Hochschullehrer                                                                                  | 83    |       |
| 7. Mai  | Karl Gerhardt                      | US-amerikanischer Bildhauer                                                                                           | 87    |       |
| 7. Mai  | Michael J. Hogan                   | US-amerikanischer Politiker                                                                                           | 69    |       |
| 7. Mai  | Josef Kugler                       | österreichischer katholischer Geistlicher und Heimatforscher                                                          | 68    |       |
| 7. Mai  | George Lansbury                    | britischer Politiker (Labour), Mitglied des House of Commons, Pazifist und Theosoph                                   | 81    |       |
| 7. Mai  | Iwan Illarionowitsch Messjazew     | russisch-sowjetischer Zoologe und Ozeanologe                                                                          | 54    |       |
| 7. Mai  | Nikolai Wissarionowitsch Nekrassow | russischer Politiker                                                                                                  | 60    |       |
| 7. Mai  | Terence O’Connor                   | britischer konservativer Politiker                                                                                    | 48    |       |
| 7. Mai  | Ladislav Pluhař                    | österreichischer, tschechischer Politiker                                                                             | 74    |       |
| 8. Mai  | Emil Ehrensberger                  | deutscher Chemiker und Industriemanager                                                                               | 81    |       |
| 8. Mai  | Anton Knüppel                      | deutscher Organist, Kirchenmusiker und Komponist                                                                      | 60    |       |
| 8. Mai  | Karl Kulisz                        | lutherischer Theologe der Evangelisch-Augsburgischen Kirche in Polen und Opfer des Nationalsozialismus                | 66    |       |
| 8. Mai  | Hedwig Scherrer                    | Schweizer Malerin und Philanthropin                                                                                   | 62    |       |
| 8. Mai  | Henry Siedentopf                   | deutscher Physiker | 67    |       |
| 9. Mai  | Viktor von Kohlenegg               | deutscher Schriftsteller                                                                                              | 68    |       |
| 9. Mai  | George S. Myers                    | US-amerikanischer Lehrer, Jurist und Politiker                                                                        | 59    |       |
| 9. Mai  | Fritz Worm                         | deutscher Buchhändler und Rundfunkpionier                                                                             | 52    |       |
| 10. Mai | Georgios Bonanos                   | griechischer Bildhauer                                                                                                | 77    |       |
| 11. Mai | Julius Hochenegg                   | österreichischer Chirurg                                                                                              | 80    |       |
| 12. Mai | Werner Buttler                     | deutscher Prähistoriker                                                                                               | 32    |       |
| 12. Mai | Bernhard Kübler                    | deutscher Rechtshistoriker                                                                                            | 80    |       |
| 12. Mai | Hans Müller-Brauel                 | deutscher Vorgeschichtler und Heimatforscher                                                                          | 72    |       |
| 13. Mai | Henry Charles Fehr                 | britischer Bildhauer und Vertreter der sogenannten New Sculpture-Bewegung                                             | 72    |       |
| 13. Mai | Edwin Fitch Northrup               | US-amerikanischer Physiker                                                                                            | 74    |       |
| 13. Mai | John Glover South                  | US-amerikanischer Diplomat                                                                                            | 67    |       |
| 13. Mai | Georg Vietmeyer                    | deutscher Jurist und Politiker                                                                                        | 76    |       |
| 14. Mai | Menno ter Braak                    | niederländischer Schriftsteller                                                                                       | 38    |       |
| 14. Mai | Martin Friedland                   | deutscher Komponist und Musikschriftsteller                                                                           | 58    |       |
| 14. Mai | Emma Goldman                       | US-amerikanische Anarchistin und Friedensaktivistin                                                                   | 70    |       |
| 14. Mai | Cäsar Hirsch                       | deutscher Mediziner                                                                                                   | 54    |       |
| 14. Mai | Willem Johannes Leyds              | südafrikanischer Botschafter                                                                                          | 81    |       |
| 14. Mai | Max Linsmayer                      | deutscher SA-Führer                                                                                                   | 33    |       |
| 14. Mai | Richard Oehring                    | deutscher Publizist und Schriftsteller                                                                                | 48    |       |
| 14. Mai | Edgar du Perron                    | niederländischer Dichter, Schriftsteller und Journalist                                                               | 40    |       |
| 14. Mai | Willi Pesch                        | deutscher Fußballspieler                                                                                              | 32    |       |
| 14. Mai | Günter Schwartzkopff               | deutscher Offizier, zuletzt Generalmajor                                                                              | 41    |       |
| 14. Mai | Józef Stogowski                    | polnischer Eishockeytorwart                                                                                           | 40    |       |
| 14. Mai | Franz Vogt                         | deutscher Politiker (SPD), Widerstandskämpfer gegen das NS-Regime, MdL                                                | 40    |       |
| 15. Mai | Bruno Asch                         | deutscher Kommunalpolitiker der SPD                                                                                   | 49    |       |
| 15. Mai | Willem Adriaan Bonger              | niederländischer Kriminologe und Soziologe                                                                            | 63    |       |
| 15. Mai | Ernst von Heyking                  | preußischer Regierungsbeamter und Politiker                                                                           | 77    |       |
| 15. Mai | Georg Pischitz                     | österreichischer Politiker (CSP), Landtagsabgeordneter, Abgeordneter zum Nationalrat                                  | 79    |       |
| 16. Mai | Jean Bernard-Lévy                  | französischer Fußballfunktionär                                                                                       | 43    |       |
| 16. Mai | Otto Dimroth                       | deutscher Chemiker | 68    |       |
| 16. Mai | Heinrich Schumann                  | deutscher Lehrer und SPD-Politiker, MdHB, Hamburger Senator                                                           | 71    |       |
| 16. Mai | Heinrich Seitz von Treffen         | Konteradmiral der Flotte der österreichisch-ungarischen Marine                                                        | 70    |       |
| 17. Mai | Louis Jacobsohn-Lask               | Neurologe und Psychiater                                                                                              | 77    |       |
| 17. Mai | Otto Nippold                       | deutscher Politiker (NSDAP), MdR, stellvertretender Gauleiter in München-Oberbayern                                   | 38    |       |
| 17. Mai | Zoltán Rónai                       | ungarischer sozialistischer Politiker                                                                                 | 59    |       |
| 18. Mai | Julien Buge                        | französischer Fußballspieler                                                                                          | 27    |       |
| 18. Mai | Heinrich Cohen                     | deutscher Textilhändler                                                                                               | 71    |       |
| 18. Mai | Paweł Dadlez                       | polnischer Maler und Pädagoge                                                                                         | 36    |       |
| 18. Mai | Jean Dagnaux                       | französischer Pilot                                                                                                   | 48    |       |
| 18. Mai | Adolphe Guillaumat                 | französischer General im ersten Weltkrieg, danach Oberkommandierender der alliierten Besatzungstruppen in Deutschland | 77    |       |
| 18. Mai | Theodor Linschmann                 | deutscher Pfarrer und Bibliotheksdirektor                                                                             | 89    |       |
| 18. Mai | Himansu Rai                        | indischer Filmregisseur, Schauspieler und Filmproduzent                                                               |       |       |
| 18. Mai | Heinrich Stevens                   | deutscher Radsportjournalist, -organisator und -funktionär                                                            | 59    |       |
| 19. Mai | Philipp Furtwängler                | deutscher Mathematiker                                                                                                | 71    |       |
| 19. Mai | Jules Noël                         | französischer Leichtathlet                                                                                            | 37    |       |
| 19. Mai | Hans Rebel                         | österreichischer Entomologe                                                                                           | 78    |       |
| 20. Mai | Bobby Bell                         | kanadischer Eishockeyspieler und -trainer                                                                             |       |       |
| 20. Mai | Beate Berger                       | Leiterin des jüdischen Waisenhauses Beit Ahawa in Berlin                                                              |       |       |
| 20. Mai | Verner von Heidenstam              | schwedischer Dichter, Nobelpreisträger                                                                                | 80    |       |
| 20. Mai | Jozef Gregor Tajovský              | slowakischer Schriftsteller und Dramatiker                                                                            | 65    |       |
| 20. Mai | Gustav Weihrauch                   | deutscher Pädagoge und Naturschützer                                                                                  | 77    |       |
| 21. Mai | Herbert Haselwander                | deutscher Politiker (NSDAP), MdR                                                                                      | 30    |       |
| 21. Mai | Ervin Mészáros                     | ungarischer Fechter                                                                                                   | 63    |       |
| 21. Mai | Paul Vouga                         | Schweizer Archäologe                                                                                                  | 59    |       |
| 22. Mai | Zigmas Angarietis                  | litauischer Revolutionär                                                                                              | ≈ 57  |       |
| 22. Mai | Erich Boetel                       | deutscher Politiker (NSDAP), MdR und SA-Führer                                                                        | 35    |       |
| 22. Mai | Valentin Wojciech                  | Weihbischof in Breslau                                                                                                | 72    |       |
| 22. Mai | Oskar von Xylander                 | bayerischer Offizier, General der Infanterie im Ersten Weltkrieg                                                      | 84    |       |
| 23. Mai | Gaston Billotte                    | französischer General                                                                                                 | 65    |       |
| 23. Mai | Sophie Burger-Hartmann             | deutsch-schweizerische Malerin, Bildhauerin und Kunsthandwerkerin                                                     | 72    |       |
| 23. Mai | Siegmund Crummenerl                | deutscher Graveur, Vorstandsmitglied der Sopade                                                                       | 48    |       |
| 23. Mai | Robert Erspenmüller                | deutscher SS-Aufseher und stellvertretender Lagerkommandant im KZ Dachau                                              | 37    |       |
| 23. Mai | Jan Grudziński                     | polnischer Marineoffizier, befehligte unter anderem das U-Boot ORP Orzeł                                              | 32    |       |
| 23. Mai | Michael Jutz                       | österreichischer Landwirt und Politiker (CS), Abgeordneter zum Nationalrat                                            | 80    |       |
| 23. Mai | Paul Nizan                         | französischer Romancier                                                                                               | 35    |       |
| 23. Mai | Piero Toscani                      | italienischer Boxer                                                                                                   | 35    |       |
| 23. Mai | Konrad Unglaub                     | deutscher Eisenbahningenieur und Philatelist                                                                          | 80    |       |
| 24. Mai | Achim von Arnim                    | deutscher Offizier, SA-Führer und Professor für Wehrwissenschaft                                                      | 59    |       |
| 24. Mai | Olga Guramischwili-Nikoladse       | russische bzw. sowjetische Biologin und Pädagogin                                                                     | 84    |       |
| 24. Mai | Alexander von Humboldt             | deutscher SA-Führer                                                                                                   | 53    |       |
| 24. Mai | John Henry Muirhead                | englischer Philosoph                                                                                                  | 85    |       |
| 24. Mai | Clarence Wayland Watson            | US-amerikanischer Politiker (Demokratische Partei)                                                                    | 76    |       |
| 24. Mai | August Karl Weber                  | deutscher Jurist und Präsident des Verwaltungsgerichtshof in Darmstadt                                                | 80    |       |
| 25. Mai | Joseph De Grasse                   | kanadischer Schauspieler und Filmregisseur                                                                            | 67    |       |
| 25. Mai | William Alexander Griffith         | US-amerikanischer Landschaftsmaler und Kunstpädagoge                                                                  | 73    |       |
| 25. Mai | Hans Bernhard Jacobi               | Oberforstmeister in Frankfurt am Main                                                                                 | 53    |       |
| 25. Mai | Marie Krøyer                       | dänische Malerin und Architektin                                                                                      | 72    |       |
| 25. Mai | Hans Rollmann                      | deutscher Schuhfabrikant                                                                                              | 62    |       |
| 25. Mai | Władysław Sadłowski                | polnischer Architekt, Vertreter des Historismus, Designer, Professor und Lehrer an der Fachhochschule Lemberg         | 70    |       |
| 26. Mai | Karl von Collas                    | Ungar deutscher Abstammung, ungarischer Unter-Staatssekretär                                                          | 70    |       |
| 26. Mai | Wilhelm von Preußen                | deutscher Adeliger, Prinz von Preußen                                                                                 | 33    |       |
| 26. Mai | Silvio Vailati                     | italienischer Motorradrennfahrer                                                                                      |       |       |
| 27. Mai | Max Dietze                         | deutscher Kommunalpolitiker (NSDAP)                                                                                   |       |       |
| 27. Mai | Adolf Duda                         | österreichischer Politiker (SDAP), Landtagsabgeordneter, Abgeordneter zum Nationalrat                                 | 62    |       |
| 27. Mai | Walther Falkenstein                | deutscher Opernsänger (Tenor) und Theaterschauspieler                                                                 | 78    |       |
| 27. Mai | Bolesław Roja                      | Marschall von Polen                                                                                                   | 64    |       |
| 28. Mai | Walter Connolly                    | US-amerikanischer Schauspieler                                                                                        | 53    |       |
| 28. Mai | Eugène Deschenaux                  | Schweizer Politiker (CVP)                                                                                             | 65    |       |
| 28. Mai | Friedrich Karl von Hessen          | Prinz und Landgraf zu Hessen sowie zwei Monate lang König von Finnland                                                | 72    |       |
| 28. Mai | Walter Hildmann                    | deutscher protestantischer Vikar                                                                                      | 29    |       |
| 29. Mai | Mary Anderson                      | US-amerikanische Film- und Theaterschauspielerin                                                                      | 80    |       |
| 29. Mai | Arnold Földesy                     | Cellist | 57    |       |
| 29. Mai | Robert Pensch                      | österreichischer Komponist, Chorleiter, Musikpädagoge und Organist                                                    | 59    |       |
| 29. Mai | Eberhard Schwickerath              | deutscher Jurist und Chorleiter                                                                                       | 83    |       |
| 30. Mai | Marie Arnsburg                     | österreichische Malerin                                                                                               | 87    |       |
| 30. Mai | Gustav Hartmann                    | deutscher Politiker                                                                                                   | 64    |       |
| 30. Mai | Otto Neururer                      | österreichischer katholischer Pfarrer, NS-Opfer                                                                       | 58    |       |
| 30. Mai | Emil Scholl                        | österreichischer Schriftsteller                                                                                       | 65    |       |
| 31. Mai | Charles-Daniel Bourcart            | Schweizer Diplomat | 80    |       |
| 31. Mai | Otto Frömmel                       | deutscher Kinderbuchschriftsteller                                                                                    | 66    |       |
| 31. Mai | Robert Russa Moton                 | US-amerikanischer Pädagoge, Sozialreformer und Bürgerrechtler                                                         | 72    |       |
| 31. Mai | Detlof von Schwerin                | deutscher Offizier, zuletzt Generalmajor                                                                              | 71    |       |
| 31. Mai | Christian Steger                   | deutscher Gewerkschafter und Politiker (Zentrum), MdL                                                                 | 67    |       |
| 31. Mai | Friedrich von Taysen               | deutscher Offizier, zuletzt General der Infanterie in der Reichswehr                                                  | 74    |       |
| 31. Mai | Arnold Wilson                      | britischer Offizier, Kolonialbeamter und Politiker                                                                    | 55    |       |
|         | Gustav Brecher                     | deutscher Dirigent, Komponist und Kritiker                                                                            | 61    |       |
|         | Julien Vervaecke                   | belgischer Radrennfahrer                                                                                              | 40    |       |
|         | Adolf Zimmer                       | polnischer Fußballspieler                                                                                             | 32    |       |

## Juni
| Tag      | Name                                    | Beruf, bekannt als | Alter | Beleg |
| -------- | --------------------------------------- | --- | ----- | ----- |
| 1. Juni  | Ali Hubert                              | österreichischer Maler und Kostümbildner                                                                                    | 61    |       |
| 1. Juni  | Alfred Loisy                            | französischer katholischer Theologe und Historiker                                                                          | 83    |       |
| 1. Juni  | Patrick John Murdoch                    | australischer presbyterianischer Geistlicher                                                                                | 89    |       |
| 1. Juni  | J. Van Vechten Olcott                   | US-amerikanischer Jurist und Politiker                                                                                      | 84    |       |
| 2. Juni  | Hans Gudden                             | deutscher Psychiater | 73    |       |
| 2. Juni  | Platon Michailowitsch Kerschenzew       | russisch-sowjetischer Politiker, Historiker und Kunsttheoretiker                                                            | 58    |       |
| 2. Juni  | Hugo Paul Thieme                        | US-amerikanischer Romanist und Bibliograph                                                                                  | 70    |       |
| 2. Juni  | Raymond Unwin                           | englischer Architekt und Stadtplaner                                                                                        | 76    |       |
| 4. Juni  | Gustav Hess                             | deutscher Landwirt und Politiker                                                                                            | 65    |       |
| 4. Juni  | Rudolf Rickenbacher                     | Schweizer Militärpilot |       |       |
| 4. Juni  | Otto Stiehl                             | deutscher Architekt, Fotograf, Fachschriftsteller und Hochschullehrer                                                       | 79    |       |
| 5. Juni  | Helene Bonfort                          | deutsche Lehrerin und Mitgründerin der Hamburger Ortsgruppe des Allgemeinen Deutschen Frauenvereins                         | 86    |       |
| 5. Juni  | Günther von Dewitz                      | deutscher Offizier, Generalmajor und Regimentskommandeur im Zweiten Weltkrieg                                               | 54    |       |
| 5. Juni  | Jakob Eckert                            | deutscher Fußballspieler | 23    |       |
| 5. Juni  | Wilhelm Eberhard Gelberg                | deutscher Politiker der NSDAP                                                                                               | 45    |       |
| 5. Juni  | Wilhelm Haug                            | deutscher Landtagsabgeordneter (NSDAP) im Volksstaat Hessen                                                                 | 35    |       |
| 5. Juni  | Augustus Edward Hough Love              | englischer Mathematiker | 77    |       |
| 5. Juni  | Therese Schlesinger                     | österreichische Publizistin, Politikerin (SDAP) und Frauenrechtlerin, Abgeordnete zum Nationalrat, Mitglied des Bundesrates | 76    |       |
| 5. Juni  | Arthur Southern                         | britischer Turner | 57    |       |
| 5. Juni  | Matthias Spanlang                       | katholischer Pfarrer | 53    |       |
| 5. Juni  | Autbert Stroick                         | deutscher Franziskaner (OFM) und Kirchenhistoriker                                                                          |       |       |
| 6. Juni  | E. E. Clive                             | britischer Film- und Theaterschauspieler                                                                                    | 60    |       |
| 6. Juni  | Hugolinus Dörr                          | Geistlicher | 44    |       |
| 6. Juni  | Gotthold Dziewas                        | deutscher politischer Funktionär und SA-Führer                                                                              | 40    |       |
| 6. Juni  | Arno Hellmis                            | deutscher Sportreporter | 39    |       |
| 6. Juni  | Otto Hoffmann                           | deutscher Sprachwissenschaftler (Indogermanist) und Politiker (DNVP)                                                        | 75    |       |
| 6. Juni  | John Wenlock Rollins                    | britischer Bildhauer |       |       |
| 6. Juni  | Arthur Sämisch                          | deutscher Politiker (SPD, USPD, KPD), MdL Preußen                                                                           | 62    |       |
| 6. Juni  | Arthur Zimmermann                       | deutscher Diplomat und Politiker                                                                                            | 75    |       |
| 7. Juni  | Eugen Enderlen                          | österreichisch-deutscher Chirurg                                                                                            | 77    |       |
| 7. Juni  | James Hall                              | amerikanischer Schauspieler der Stummfilm- und frühen Tonfilmzeit                                                           | 39    |       |
| 7. Juni  | Carl Kaiser-Herbst                      | österreichischer Landschaftsmaler                                                                                           | 81    |       |
| 7. Juni  | Charles N’Tchoréré                      | französischer Militärsoldat äquatorial-afrikanischer Herkunft                                                               | 43    |       |
| 8. Juni  | Karl Alnor                              | deutscher Geschichtsdidaktiker und Erziehungswissenschaftler                                                                | 49    |       |
| 8. Juni  | Frederick Shepherd Converse             | US-amerikanischer Komponist                                                                                                 | 69    |       |
| 8. Juni  | Hans Hess                               | deutscher Gletscherforscher                                                                                                 | 76    |       |
| 8. Juni  | Georg Kiesau                            | deutscher Schauspieler und Regisseur                                                                                        | 58    |       |
| 8. Juni  | Georg Kubisch                           | deutscher SS-Angehöriger | 32    |       |
| 8. Juni  | Robert Sennecke                         | deutscher Pressefotograf und Leichtathlet                                                                                   | 55    |       |
| 9. Juni  | James Black Baillie                     | britischer Philosoph | 67    |       |
| 9. Juni  | Fritz Georg Martin Clausen              | dänisch-deutsch-amerikanischer Architekt                                                                                    |       |       |
| 9. Juni  | Günther Gehmert                         | deutscher Leichtathlet | 27    |       |
| 9. Juni  | Arthur Kaan                             | österreichischer Bildhauer                                                                                                  | 76    |       |
| 9. Juni  | Otto Kaundinya                          | deutscher Handballspieler und Handballtrainer                                                                               | 39    |       |
| 9. Juni  | Károly Kernstok                         | ungarischer Maler und Grafiker                                                                                              | 66    |       |
| 9. Juni  | Jakob Knissel                           | deutscher Politiker (NSDAP)                                                                                                 | 34    |       |
| 9. Juni  | Léo Lagrange                            | französischer Sozialist, Ministerialdirektor für Sport und Freizeit unter der Front populaire                               | 39    |       |
| 9. Juni  | Fernand Mermoud                         | französischer Skilangläufer                                                                                                 | 26    |       |
| 9. Juni  | Janet Scudder                           | US-amerikanische Malerin und Bildhauerin                                                                                    | 70    |       |
| 10. Juni | Johann Alboth                           | deutscher Lyriker und Lehrer                                                                                                | 78    |       |
| 10. Juni | Thomas Hudson Beare                     | britischer Ingenieur | 80    |       |
| 10. Juni | Émile Diot                              | französischer Radrennfahrer                                                                                                 | 27    |       |
| 10. Juni | Wally Dressel                           | deutsche Schwimmerin | 47    |       |
| 10. Juni | Marcus Garvey                           | jamaikanischer Journalist und Panafrikanist                                                                                 | 52    |       |
| 10. Juni | Ernst Karl Heinrich Hoyos-Sprinzenstein | österreichischer Großgrundbesitzer, Expeditionsreisender und Offizier adeliger Herkunft                                     | 83    |       |
| 10. Juni | Friedrich Wield                         | deutscher Bildhauer | 60    |       |
| 11. Juni | Hermann Kraemer                         | Schweizer Tierzuchtkundler                                                                                                  | 67    |       |
| 11. Juni | Konstantyn Krefft                       | römisch-katholischer Geistlicher und NS-Opfer                                                                               | 73    |       |
| 11. Juni | Theodor Leutwein                        | deutscher Verwaltungsbeamter                                                                                                | 61    |       |
| 11. Juni | Fermo Dante Marchetti                   | italienischer Komponist | 63    |       |
| 11. Juni | Otto Hermann Mende                      | deutscher Rundfunkfabrikant                                                                                                 | 55    |       |
| 12. Juni | Joannès Drevet                          | französischer Maler und Graveur                                                                                             | 86    |       |
| 12. Juni | William Lashly                          | britischer Polarforscher | 72    |       |
| 12. Juni | Michael Schober                         | deutscher Kletterer und Bergsteiger                                                                                         | 22    |       |
| 12. Juni | Norman Thomas Mortimer Wilsmore         | australischer Chemiker | 72    |       |
| 13. Juni | Klara Barth                             | deutsche Politikerin (BVP), MdL                                                                                             | 59    |       |
| 13. Juni | Franz Biener                            | deutscher Politiker (DNVP, WP), MdR                                                                                         | 74    |       |
| 13. Juni | Valentino Bobbio                        | italienischer General und Politiker                                                                                         | 67    |       |
| 13. Juni | George Fitzmaurice                      | US-amerikanischer Filmregisseur                                                                                             | 55    |       |
| 13. Juni | Mehmet Vehib Kaçı                       | osmanischer General |       |       |
| 13. Juni | Babette Reinhold                        | deutsch-österreichische Theater- und Filmschauspielerin                                                                     | 76    |       |
| 14. Juni | Alfred Eckart                           | deutscher Politiker (NSDAP), MdR und SA-Führer                                                                              | 39    |       |
| 14. Juni | Alice Golsen                            | deutsche Experimentalphysikerin                                                                                             | 50    |       |
| 14. Juni | Michael Haberlandt                      | österreichischer Volkskundler                                                                                               | 79    |       |
| 14. Juni | Wilhelm Hanauer                         | deutscher Arzt und Sozialhygieniker                                                                                         | 73    |       |
| 14. Juni | Frédéric Marty                          | französischer Mathematiker                                                                                                  | 28    |       |
| 14. Juni | Karl Strehl                             | deutscher Physiker und Optiker                                                                                              | 76    |       |
| 14. Juni | Friedrich Zuschlag                      | deutscher Verwaltungsjurist und Landrat                                                                                     | 30    |       |
| 15. Juni | Blumepeter                              | Mannheimer Blumenverkäufer und Stadtoriginal                                                                                | 65    |       |
| 15. Juni | Karl Friedrich Leonhardt                | deutscher Archivar, Historiker und Autor, Direktor des Stadtarchivs Hannover                                                | 58    |       |
| 15. Juni | Hermann von Speck                       | deutscher Offizier, zuletzt General der Artillerie im Zweiten Weltkrieg                                                     | 51    |       |
| 15. Juni | Lancelot Stafford                       | britischer Leichtathlet | 53    |       |
| 15. Juni | Ernst Weiß                              | österreichischer Arzt und Schriftsteller jüdischen Glaubens                                                                 | 57    |       |
| 16. Juni | Kurt Breysig                            | deutscher Historiker | 73    |       |
| 16. Juni | Andrei Dmitrijewitsch Archangelski      | russisch-sowjetischer Geologe, Geowissenschaftler und Paläontologe                                                          | 60    |       |
| 16. Juni | Otto von Diepenbroick-Grüter            | deutscher Offizier, zuletzt Generalleutnant                                                                                 | 79    |       |
| 16. Juni | DuBose Heyward                          | US-amerikanischer Schriftsteller                                                                                            | 54    |       |
| 16. Juni | Vítězslava Kaprálová                    | tschechische Komponistin | 25    |       |
| 16. Juni | Hermann L’Estocq                        | österreichischer Verwaltungsjurist                                                                                          | 52    |       |
| 17. Juni | Else Eisner                             | deutsche Sozialdemokratin                                                                                                   | 52    |       |
| 17. Juni | Arthur Harden                           | britischer Chemiker | 74    |       |
| 17. Juni | Jean Landry                             | Schweizer Elektroingenieur                                                                                                  | 64    |       |
| 17. Juni | Jean Venturini                          | französischer Seemann und Dichter des Surrealismus                                                                          | 20    |       |
| 18. Juni | Charles Delporte                        | französischer Ringer | 26    |       |
| 18. Juni | Louis Arthur Kickton                    | deutscher Lebensmittelchemiker                                                                                              | 79    |       |
| 18. Juni | Erich Meng                              | deutscher Fußballspieler | 28    |       |
| 18. Juni | Maurice Moscovitch                      | russisch-amerikanischer Schauspieler                                                                                        | 68    |       |
| 18. Juni | Rudolf Tröger                           | deutscher Jurist, SS-Oberführer und Gestapomitarbeiter                                                                      | 35    |       |
| 19. Juni | Egon Fuchs                              | deutscher Offizier, zuletzt Generalmajor im Zweiten Weltkrieg                                                               | 47    |       |
| 19. Juni | Pete Henderson                          | kanadischer Automobilrennfahrer                                                                                             | 45    |       |
| 19. Juni | Maurice Jaubert                         | französischer Komponist | 40    |       |
| 19. Juni | Zalman David Levontin                   | russisch-jüdischer Zionist und Finanzexperte                                                                                |       |       |
| 19. Juni | Aurélien-Marie Lugné-Poe                | französischer Theaterregisseur                                                                                              | 70    |       |
| 19. Juni | Attilio Marinoni                        | italienischer Automobilrennfahrer                                                                                           |       |       |
| 19. Juni | Albert Reiß                             | deutscher Opernsänger mit der Stimmlage Tenor                                                                               | 70    |       |
| 19. Juni | Hugo Spannaus                           | deutscher Theaterschauspieler und Regisseur                                                                                 | 72    |       |
| 19. Juni | Jocelyn Field Thorpe                    | britischer Chemiker | 67    |       |
| 19. Juni | Fritz Weitzel                           | deutscher Politiker (NSDAP), MdR, SS-Obergruppenführer                                                                      | 36    |       |
| 20. Juni | Jehan Alain                             | französischer Organist und Komponist                                                                                        | 29    |       |
| 20. Juni | Peter Barth                             | Schweizer Theologe | 52    |       |
| 20. Juni | Charley Chase                           | US-amerikanischer Schauspieler                                                                                              | 46    |       |
| 20. Juni | Ernest Gibson senior                    | US-amerikanischer Politiker (Republikanische Partei)                                                                        | 68    |       |
| 20. Juni | Moritz von Rohr                         | deutscher Optiker | 72    |       |
| 20. Juni | Fedir Schwez                            | ukrainischer Geologe, Hochschullehrer und Politiker                                                                         | 57    |       |
| 20. Juni | Otto Steinhäusl                         | österreichischer Polizeibeamter                                                                                             | 61    |       |
| 20. Juni | Mathias Zdarsky                         | österreichischer Skipionier                                                                                                 | 84    |       |
| 21. Juni | Paul Blasel                             | österreichischer Sänger (Tenor), Theaterschauspieler und -intendant                                                         | 84    |       |
| 21. Juni | Smedley D. Butler                       | Generalmajor beim United States Marine Corps                                                                                | 58    |       |
| 21. Juni | Wolfgang Döblin                         | deutsch-französischer Mathematiker                                                                                          | 25    |       |
| 21. Juni | Sam Eyde                                | norwegischer Ingenieur, Industrieller und Politiker, Mitglied des Storting                                                  | 73    |       |
| 21. Juni | Eugen Fröhner                           | deutscher Tierarzt und Hochschullehrer                                                                                      | 82    |       |
| 21. Juni | Walter Hasenclever                      | deutscher expressionistischer Schriftsteller                                                                                | 49    |       |
| 21. Juni | Victor Henri                            | französisch-russischer Physikochemiker und Psychologe                                                                       | 68    |       |
| 21. Juni | Janusz Kusociński                       | polnischer Leichtathlet | 33    |       |
| 21. Juni | Hendrik Marsman                         | niederländischer Schriftsteller                                                                                             | 40    |       |
| 21. Juni | Josef Pöll                              | österreichischer Lehrer, Musiker und Botaniker                                                                              | 66    |       |
| 21. Juni | Tomasz Stankiewicz                      | polnischer Radsportler | 37    |       |
| 21. Juni | Hermann Stöhr                           | deutscher Pazifist und Widerstandskämpfer gegen den Nationalsozialismus                                                     | 42    |       |
| 21. Juni | Arnold Streit                           | deutscher Geheimer Regierungsrat                                                                                            | 73    |       |
| 21. Juni | John T. Thompson                        | US-amerikanischer General und Fachmann für leichte Waffen, Erfinder einer Maschinenpistole                                  | 79    |       |
| 21. Juni | Édouard Vuillard                        | französischer Maler des Symbolismus                                                                                         | 71    |       |
| 21. Juni | Jean Vuillermoz                         | französischer Komponist | 33    |       |
| 22. Juni | Franz Xaver Büchs                       | bayerischer Politiker | 51    |       |
| 22. Juni | Ernst Dumcke                            | deutscher Schauspieler | 52    |       |
| 22. Juni | Walter Hamfler                          | deutscher Politiker (NSDAP), MdR und SA-Führer                                                                              | 32    |       |
| 22. Juni | Franz Krüger                            | deutscher Musiker | 59    |       |
| 22. Juni | Wladimir Peter Köppen                   | deutscher Meteorologe, Klimatologe, Geograph und Botaniker                                                                  | 93    |       |
| 22. Juni | Fritz Löb                               | deutscher Generalmajor | 44    |       |
| 22. Juni | Ernst Spitz                             | österreichischer Journalist und Publizist                                                                                   | 37    |       |
| 23. Juni | Hanny Brentano                          | österreichische Publizistin und Zeitungsgründerin                                                                           | 68    |       |
| 23. Juni | Alphonse Emmanuel Deschamps             | kanadischer Geistlicher | 65    |       |
| 23. Juni | Otto Friedrich Wolf                     | deutscher Maler | 85    |       |
| 24. Juni | Burnett M. Chiperfield                  | US-amerikanischer Politiker                                                                                                 | 70    |       |
| 24. Juni | Heinrich Flügel                         | Bremer Jurist | 48    |       |
| 24. Juni | Alfred Fowler                           | britischer Astronom | 72    |       |
| 24. Juni | Joseph Meister                          | französischer Mann, erster vollständig gegen Tollwut geimpfter Mensch                                                       | 64    |       |
| 24. Juni | Robert Scharmer                         | deutscher Verwaltungsjurist und Ministerialbeamter                                                                          | 77    |       |
| 24. Juni | Curt Sobernheim                         | deutsch-jüdischer Bankier                                                                                                   | 69    |       |
| 25. Juni | Märta Améen                             | schwedische Malerin und Bildhauerin                                                                                         | 69    |       |
| 25. Juni | Johannes Baltzer                        | deutscher Architekt, Baubeamter, Stadtplaner und Denkmalpfleger in Lübeck                                                   | 77    |       |
| 25. Juni | Tom Cooper                              | englischer Fußballspieler                                                                                                   | 36    |       |
| 25. Juni | John Stuchell Fisher                    | US-amerikanischer Politiker                                                                                                 | 73    |       |
| 25. Juni | Ludovic Moncheur                        | belgischer Diplomat | 83    |       |
| 25. Juni | Wilhelm Stekel                          | österreichischer Arzt und Psychoanalytiker                                                                                  | 72    |       |
| 26. Juni | Luis Bagaría                            | spanischer Karikaturist | 57    |       |
| 26. Juni | Max Emden                               | deutscher Großkaufmann und Kunstsammler                                                                                     | 65    |       |
| 26. Juni | Karl Lorch                              | preußischer Landrat und SA-Brigadeführer                                                                                    | 32    |       |
| 26. Juni | Ralph Modjeski                          | US-amerikanischer Brückenbau-Ingenieur                                                                                      | 79    |       |
| 27. Juni | Harry Burton                            | englischer Fotograf | 60    |       |
| 27. Juni | Georg von Dormus                        | österreichischer Feldmarschalleutnant und Waffentechniker                                                                   | 87    |       |
| 27. Juni | Johannes Kirchner                       | deutscher klassischer Philologe und Epigraphiker                                                                            | 80    |       |
| 28. Juni | Frederick Merriman                      | britischer Tauzieher | 67    |       |
| 28. Juni | Italo Balbo                             | italienischer Luftwaffenminister, Luftmarschall und Schöpfer der italienischen Luftwaffe                                    | 44    |       |
| 28. Juni | Heinrich Eckermanns                     | deutscher AOK-Geschäftsführer und Politiker (SPD)                                                                           | 72    |       |
| 28. Juni | Paul Fabre-Domergue                     | französischer Mediziner, Naturforscher und Embryologe                                                                       | 78    |       |
| 28. Juni | James Goldschmidt                       | deutscher Rechtswissenschaftler                                                                                             | 65    |       |
| 28. Juni | Josef Houben                            | deutscher Chemiker | 64    |       |
| 28. Juni | António Ginestal Machado                | portugiesischer Gymnasialprofessor, Politiker und Premierminister                                                           | 66    |       |
| 28. Juni | Ferdinando Minoia                       | italienischer Rennfahrer, erster Fahrer des Benz-Tropfenwagen                                                               | 56    |       |
| 28. Juni | Nello Quilici                           | italienischer Journalist und Schriftsteller                                                                                 | 49    |       |
| 29. Juni | Hans Fährmann                           | deutscher Komponist und Organist                                                                                            | 79    |       |
| 29. Juni | Paul Klee                               | deutscher Maler | 60    |       |
| 29. Juni | Bruno Krusch                            | deutscher Historiker und Archivar                                                                                           | 82    |       |
| 29. Juni | Jakob Ferdinand Reuter                  | deutscher Klempner und Landtagsabgeordneter im Volksstaat Hessen (SPD)                                                      | 51    |       |
| 30. Juni | Rózsika Rothschild                      | österreichisch-ungarische Tennisspielerin und Gattin des Bankiers und Entomologen Charles Rothschild                        |       |       |
| 30. Juni | Hans Stalzer                            | österreichischer Porträtmaler                                                                                               | 62    |       |
| 30. Juni | Oscar W. Swift                          | US-amerikanischer Jurist und Politiker                                                                                      | 71    |       |
|          | Léon Breton                             | französischer Radsportfunktionär und Unternehmer                                                                            | 78    |       |
|          | Manuel María Orellana Contreras         | guatemaltekischer Präsident                                                                                                 | 69    |       |
|          | Willi Münzenberg                        | deutscher Politiker (KPD), MdR und Verleger                                                                                 | 50    |       |